# ファイブ・イージー・ピーセス
『ファイブ・イージー・ピーセス』（Five Easy Pieces）は、1970年のアメリカ合衆国のドラマ映画。アカデミー賞四部門（作品賞、主演男優賞、助演女優賞、脚本賞）にノミネートされた。撮影期間は1969年11月10日から1970年1月3日まで。

## ストーリー
石油採掘場で肉体労働者として働く男、ボビー。彼は元々は音楽一家の出身であり、いわゆる上流階級の人間であった。しかし、無気力で中途半端な生き方をしたために音楽の道に進むわけでもなく、毎日を何となく過ごしていた。面倒くさいしがらみを嫌い、自分を愛してくれる恋人のレイすら鬱陶しく感じており、すぐに浮気をした。
ある時、渋滞に巻き込まれた彼は車から降りて前方のトラックへと走り、その上に積んであったピアノを弾いて見せた。上流社会からはドロップアウトしていても、その片鱗は心の中に残っていた。レイが妊娠していることを知ったボビーは結婚するのを面倒に思い、勝手に家を飛び出す。そこで彼は姉のティタを訪ね、父親が大病を患っていることを告げられる。翌日、職場の同僚エルトンから妊娠させたのだから男として責任をとるべきであると説かれたものの、ボビーは全く理解を示さず、仕事を辞めてしまう。一人で帰郷しようとしたが、レイを哀れに思った彼は一緒に連れて行くことにした。
道中で乗せた二人のヒッピーから、アメリカはゴミに埋もれて住むところがないからアラスカに移住するという話を聞かされる。ボビーはレイを一旦家の近くのモーテルに残し、一人で帰宅する。三年も家を空けていたが、家族はみな暖かく彼を迎えた。そこで兄カールの弟子で恋人でもあるキャサリンに惚れたボビーは彼女と関係を作り、二人で家から逃げ出そうと提案するも、拒絶されてしまう。
一週間後、ほったらかしにしていたレイが勝手に家へやって来て下品な振る舞いをし、ボビーは憤りを感じた。そして、ティタと父親の介護人であるスパイサーが情事に耽るのを見かけ、スパイサーに突っ掛かるが返り討ちに遭う。翌朝、ボビーは車椅子生活をしている父親に対して、「俺がいるとそこが悪くなるから、俺はそこから逃れようとするだけだ。疫病神と同じさ」と涙ながらに語る。レイと共に家を発ち、ガソリンスタンドに立ち寄ったボビーは、偶然見つけた停車中のトレーラーの運転手に、自分も一緒に連れて行って欲しいと告げる。そしてトレーラーは走り出し、ボビーはレイに何も言わないままどこかへ去る。

## キャスト
| 役名                                   | 俳優                       | 日本語吹替                            |
| 役名                                   | 俳優                       | フジテレビ版                          |
| -------------------------------------- | -------------------------- | ------------------------------------- |
| ロバート（ボビー）・エロイカ・デュピー | ジャック・ニコルソン       | 地井武男                              |
| レイエット（レイ）・ディペスト         | カレン・ブラック           | 天地総子                              |
| エルトン                               | ビリー・グリーン・ブッシュ | 伊武雅之                              |
| キャサリン・ヴァン・オスト             | スーザン・アンスパッチ     | 渋沢詩子                              |
| パルティータ（ティタ）・デュピー       | ロイス・スミス             | 中西妙子                              |
| カール・フィデリオ・デュピー           | ラルフ・ウェイト           | 宮川洋一                              |
| スパイサー                             | ジョン・P・ライアン        | 玄田哲章                              |
| パーム                                 | ヘレナ・カリアニオテス     | 此島愛子                              |
| テリー                                 | トニー・バジル             | 尾崎桂子                              |
| トゥインキ―                            | マリーナ・マクガイア       | 加川三起                              |
| ベティ                                 | サリー・ストラザース       | 菅谷政子                              |
|                                        |                            |                                       |
| 演出                                   |                            |                                       |
| 翻訳                                   |                            |                                       |
| 効果                                   |                            |                                       |
| 調整                                   |                            |                                       |
| 制作                                   |                            |                                       |
| 解説                                   | 解説                       | 高島忠夫                              |
| 初回放送                               | 初回放送                   | 1976年12月17日 『ゴールデン洋画劇場』 |

## 解説
オープニング クレジットには、映画で演奏され、タイトルにも引用されている 5 つのクラシック ピアノ曲がリストされています。ピアニストとしてパール・カウフマンがクレジットされています。
- フレデリック・ショパン、幻想曲ヘ短調、作品49、走行中のトラックの荷台でボビーが演奏
- ヨハン・セバスチャン・バッハ、半音階的幻想曲とフーガ、BWV 903、パルティータによる録音スタジオでの演奏
- ヴォルフガング・アマデウス・モーツァルト、ピアノ協奏曲第9番変ホ長調K.271、ボビーが家に到着したときにカールとキャサリンが演奏した
- ショパン、前奏曲ホ短調、作品28、第4番、ボビーがキャサリンのために演奏
- モーツァルト、幻想曲ニ短調、K.397

また、タミー・ワイネットが歌う「Stand by Your Man」、「DIVORCE」、「Don't Touch Me」、「When There's a Fire in Your Heart」 の 4 曲も収録されています。

## 受賞
- ゴールデングローブ賞 助演女優賞（カレン・ブラック）
- ナショナル・ボード・オブ・レビュー賞 助演女優賞（カレン・ブラック）
- ニューヨーク映画批評家協会賞 作品賞
- ニューヨーク映画批評家協会賞 監督賞（ボブ・ラフェルソン）
- ニューヨーク映画批評家協会賞 助演女優賞（カレン・ブラック）